# Glashütten (Gemeinde Bad Traunstein)
Glashütten ist eine Rotte in der Marktgemeinde Bad Traunstein im Bezirk Zwettl in Niederösterreich.

## Geografie
Die Rotte westlich von Bad Traunstein befindet sich nördlich der Landesstraße L78 in einer Lichtung. Durch den Ort führt der Österreichische Weitwanderweg 05.

## Geschichte
Der Ort wurde 1371 zum ersten Mal schriftlich als Glashutten erwähnt, 1558 gehörte er zum Amt Traunstein.
In Folge der Theresianischen Reformen wurde der Ort dem Kreis Ober-Manhartsberg unterstellt und im Jahr 1822 wurde er als Dorf mit drei Häusern beschrieben, das nach Traunstein eingepfarrt war, wohin auch die Kinder eingeschult wurden. Die Herrschaft Rappottenstein besaß die Ortsobrigkeit, übte die Landgerichtsbarkeit aus, besorgte die Konskription und hatte die Grundherrschaft inne.
Nach dem Umbruch 1848 war er bis 1867 dem Amtsbezirk Ottenschlag zugeteilt.
Mit der Aufhebung der Grundherrschaften und der Entstehung der Ortsgemeinden wurde der Ort 1849 ein Teil der Ortsgemeinde Traunstein und hier der Katastralgemeinde Schönau zugeordnet.
Laut Adressbuch von Österreich waren im Jahr 1938 in Glashütten drei Landwirte mit Ab-Hof-Verkauf ansässig.